# 克列缅斯卡亚农村居民点
克列缅斯卡亚农村居民点（俄语：Кременское сельское поселение）是俄罗斯联邦伏尔加格勒州克列茨卡亚区所属的一个农村居民点。其下辖有3个居民点，行政中心为克列缅斯卡亚。据2016年统计，该农村居民点的人口为920人。